# Gregorio III di Costantinopoli
Gregorio III Melisseno, soprannominato Mammis, Μammas o Mamma (... – Roma, 1459), è stato il patriarca di Costantinopoli intorno alla metà del XV secolo.
È stato una personalità di rilievo nelle iniziative infruttuose verso la riunificazione con la Chiesa cattolica, circostanza che ha portato alla sua rinuncia al suo posto di Patriarca.

## Nome
Poche cose sono note sulla sua vita e sul suo patriarcato. Nemmeno il suo cognome è certo, con i nomi Mammis o Mammas che probabilmente sono soprannomi denigratorio. Nel generalmente inaffidabile Chronicum Majus di Giorgio Sfranze, è stato riportato che proveniva da Creta e che faceva parte della famiglia Melisseno. In altre opere viene chiamato Melissenos-Strategopoulos.

## Carriera ecclesiastica
Fu tonsurato come monaco intorno al 1420, ed è considerato il confessore dell'imperatore Giovanni VIII Paleologo. Era un sostenitore dell'Unione con la Chiesa cattolica. Svolse un ruolo molto attivo nelle discussioni teologiche. Partecipò alle trattative preliminari con Roma al Concilio di Basilea e in seguito accompagnò il Patriarca Giuseppe II al Concilio di Ferrara-Firenze, dove rappresentò anche Filoteo di Alessandria. Fu eletto patriarca dopo la morte del patriarca unionista Metrofane II.
Gregorio fece del suo meglio per riconciliare i monaci, la gerarchia della chiesa e il popolo dei fedeli con l'accordo raggiunto a Ferrara-Firenze, ma invano. Fu osteggiato da Gennadio Scolario e Giovanni Eugenico, che scrissero ampiamente contro il Concilio. Il clero anti-unionista si rifiutò di pregare per l'imperatore nelle proprie chiese. Nel 1450, la tensione negli ambienti ecclesiastici divenne così tesa che Gregorio lasciò il suo incarico e arrivò a Roma nell'agosto 1451. Fu ricevuto cordialmente da Papa Nicola V, che lo aiutò finanziariamente. Gli unionisti nelle aree della Grecia occupate dai latini continuarono a considerarlo il legittimo patriarca di Costantinopoli.
Nel 1458, con il consenso di papa Pio II ordinò come metropolita di Kiev, Halyč e Rutenia Gregorio il Bulgaro.

## Eredità e culto
Gregorio morì nel 1459 a Roma. Fu onorato come santo e fautore di miracoli dalla Chiesa cattolica romana. Scrisse due tesi sulla confutazione delle opere del vescovo anti-unionista Marco Eugenico e una sulla provenienza dello Spirito Santo. Alcune delle sue lettere sono state conservate, mentre altri tre trattati teologici, Sul pane azzimo, Sul primato del papa e Sulla beatitudine celeste, sono andati perduti.